# Varkey Vithayathil
Varkey Vithayathil (Paravur, 29 maggio 1927 – Kochi, 1º aprile 2011) è stato un cardinale e arcivescovo cattolico indiano.

## Biografia
Entrò a far parte della Congregazione del Santissimo Redentore nel 1947. Ordinato sacerdote il 12 giugno 1954, studiò a Roma e si laureò in diritto canonico presso l'Athenaeum Angelicum.
L'11 novembre 1996 fu nominato amministratore apostolico di Ernakulam-Angamaly, presidente del Sinodo della Chiesa siro-malabarese e arcivescovo titolare di Acrida. Fu consacrato vescovo il 6 gennaio 1997 da papa Giovanni Paolo II. Il 19 aprile 1997 fu trasferito alla sede titolare arcivescovile di Antinoe.
Fu scelto arcivescovo maggiore di Ernakulam-Angamaly il 18 dicembre 1999 dal Sinodo della Chiesa siro-malabarese, e ricevette la conferma dell'elezione da parte di Giovanni Paolo II il 23 dicembre successivo.
Lo stesso Papa lo innalzò alla dignità cardinalizia nel concistoro del 21 febbraio 2001.
Fu presidente della Conferenza Episcopale Indiana dal 2008 al 2010.
Nella notte tra il 16 e il 17 novembre 2009 fu ricoverato in seguito ad un infarto mentre si preparava a presiedere il Sinodo della Chiesa Siro-Malarbese. Si ristabilì, uscendo dall'ospedale nel gennaio 2010.
Morì il 1º aprile 2011 a Kochi all'età di 83 anni per un attacco cardiaco. È sepolto nella basilica cattedrale di Santa Maria a Ernakulam.

## Genealogia episcopale e successione apostolica
La genealogia episcopale è:
- Cardinale Scipione Rebiba
- Cardinale Giulio Antonio Santori
- Cardinale Girolamo Bernerio, O.P.
- Arcivescovo Galeazzo Sanvitale
- Cardinale Ludovico Ludovisi
- Cardinale Luigi Caetani
- Cardinale Ulderico Carpegna
- Cardinale Paluzzo Paluzzi Altieri degli Albertoni
- Papa Benedetto XIII
- Papa Benedetto XIV
- Papa Clemente XIII
- Cardinale Enrico Benedetto Stuart
- Papa Leone XII
- Cardinale Chiarissimo Falconieri Mellini
- Cardinale Camillo Di Pietro
- Cardinale Mieczysław Halka Ledóchowski
- Cardinale Jan Maurycy Paweł Puzyna de Kosielsko
- Arcivescovo Józef Bilczewski
- Arcivescovo Bolesław Twardowski
- Arcivescovo Eugeniusz Baziak
- Papa Giovanni Paolo II
- Cardinale Varkey Vithayathil, C.SS.R.

La successione apostolica è:
- Vescovo Emmanuel Mani Giles Pothanamuzhy, C.M.I. (1997)
- Vescovo Thomas Elavanal, M.C.B.S. (1997)
- Vescovo Thomas Chakiath (1998)
- Vescovo Lawrence Mukkuzhy (1999)
- Vescovo Joseph Kunnath, C.M.I. (1999)
- Vescovo Matthew Vaniakizhakel, C.V. (2000)
- Vescovo Jacob Angadiath (2001)
- Vescovo Sebastian Adayanthrath (2002)
- Vescovo Mathew Anikuzhikattil (2003)
- Vescovo José Porunnedom (2004)
- Vescovo Anthony Chirayath (2006)
- Vescovo Thomas Thuruthimattam, C.S.T. (2006)
- Vescovo Joseph Erumachadath, M.C.B.S. (2007)
- Vescovo Bosco Puthur (2010)